# Sobolew (Mazovië)
Sobolew is een dorp in het Poolse woiwodschap Mazovië, in het district Garwoliński. De plaats maakt deel uit van de gemeente Sobolew en telt 2200 inwoners.